# Piramide alimentare (dietetica umana)

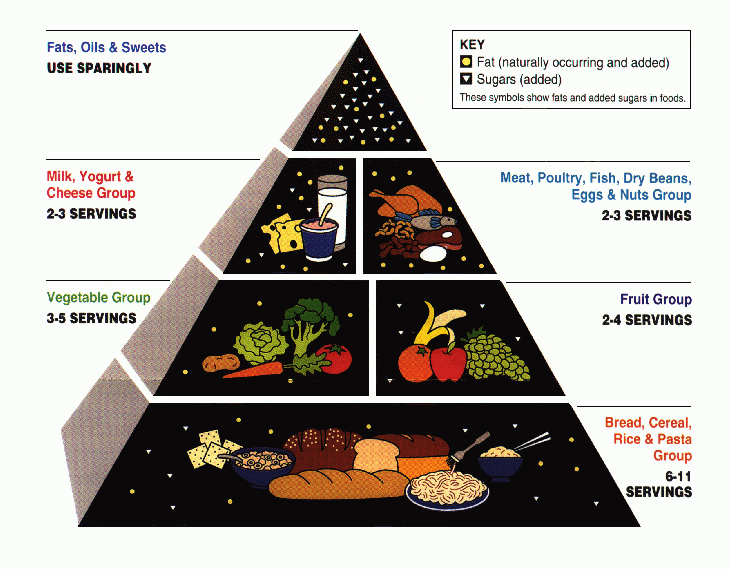
Piramide alimentare proposta nel 1992 negli Stati Uniti

La piramide alimentare è un grafico che invita la popolazione a seguire i consigli dietetici proposti da un organismo o una società qualificata in materia di salute. Per interpretarla, si parte dal presupposto che gli alimenti situati al vertice della piramide sono quelli che dovrebbero essere consumati in piccole quantità e, di conseguenza, gli alimenti posti nella parte bassa sono quelli che bisogna consumare con più frequenza e in quantità maggiori.

## Descrizioni
La piramide alimentare venne ideata dal dipartimento statunitense dell'Agricoltura nel 1992 (figura 1), e fu rivisitata e attualizzata nel 2006 con modifiche importanti (figura 2). Nella versione iniziale, uscita con la Guida dietetica per gli americani, la piramide era strutturata orizzontalmente, gli alimenti erano classificati nei seguenti gruppi:
- cereali e derivati (alla base della piramide)
- verdura
- frutta fresca
- latticini
- carne, pesce, uova e legumi
- grassi, olio e dolci

Nella nuova piramide, basata sulla Guida dietetica per gli statunitensi, sono stati conservati i sei gruppi d'alimenti, ma sono state rimpiazzate le strisce orizzontali con sei verticali di colori differenti, ossia: 
- Nuova versione della piramide alimentare proposta nel 2005 negli USA. Per l'interpretazione, vedere il testo (fonte: Dipartimento dell'Agricoltura degli Stati Uniti; MyPyramid.gov).arancione: cereali e derivati
- verde: verdura
- rosso: frutta fresca
- giallo: olio e grassi
- blu: latticini

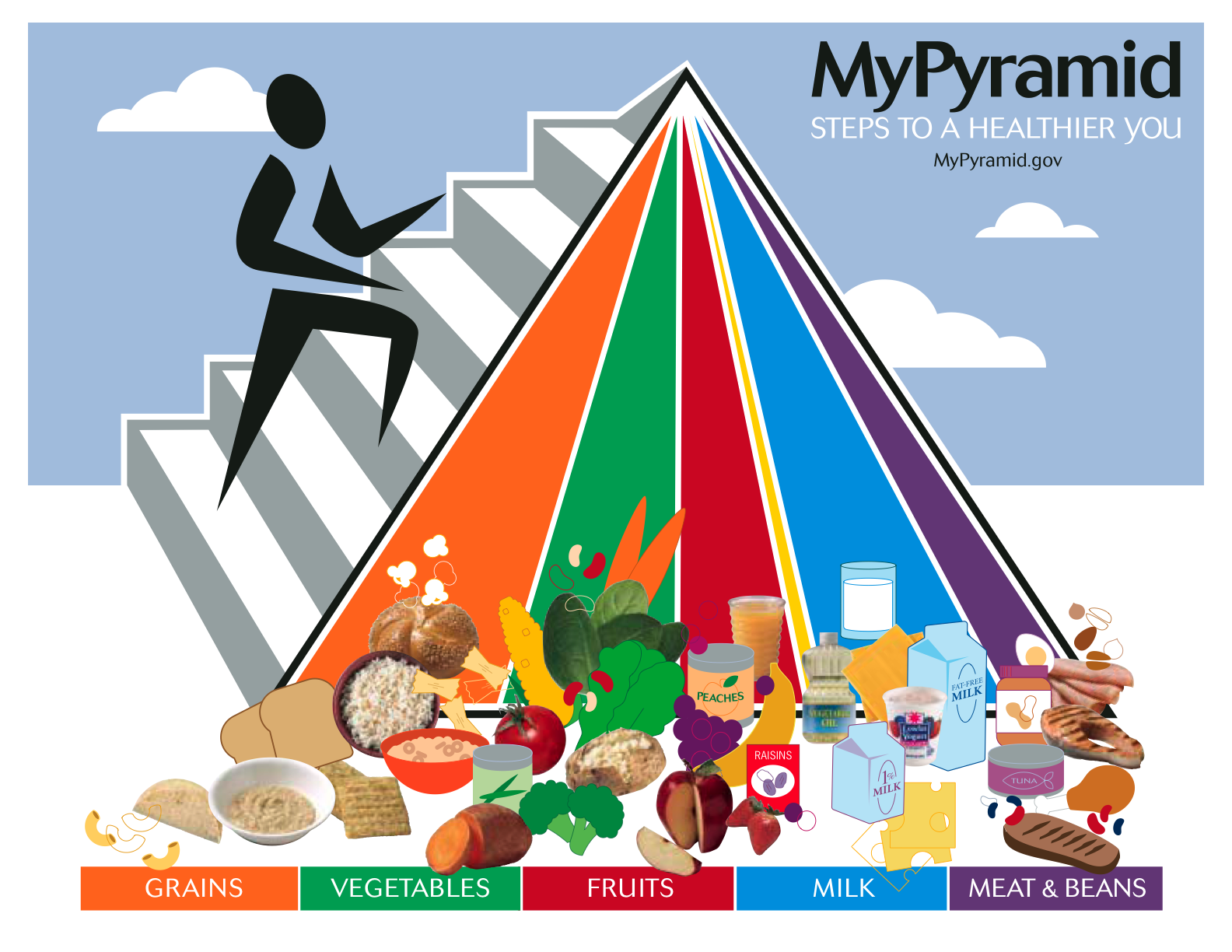
Nuova versione della piramide alimentare proposta nel 2005 negli USA. Per l'interpretazione, vedere il testo (fonte: Dipartimento dell'Agricoltura degli Stati Uniti; MyPyramid.gov).

- viola: carne, pesce, uova e legumi

Benché questa nuova piramide abbia migliorato certe limitazioni della piramide originale (si fa una distinzione tra i grassi buoni e quelli meno raccomandabili e si invita al consumo della carne magra anziché di quella rossa) non è comunque esente da inconvenienti nel suo uso quotidiano.
In altri paesi si è conservata la struttura della vecchia piramide per il disegno di una piramide alimentare adattata al contesto nazionale: in Spagna sono stati proposti diversi modelli di piramide alimentare oltre al modello tradizionale. Per esempio, la piramide è divisa in due grandi settori: in alto sono raggruppati gli alimenti consumati occasionalmente, e in basso gli alimenti di consumo quotidiano o settimanale.
La piramide alimentare è stata adattata a diversi tipi di regimi alimentari, come la dieta mediterranea o la piramide del regime vegetariano.